# Martha Müller-Grählert

Martha Müller-Grählert

Martha Müller-Grählert (* 20. Dezember 1876 in Barth als Johanna Karoline Friedchen Daatz; † 18. November 1939 in Franzburg) war eine vorpommersche Heimatdichterin. Sie ist die Dichterin des Ostseewellenliedes.

## Leben
Martha Müller-Grählert, die eigentlich Johanna Karoline Friedchen hieß, wurde als voreheliches Kind geboren. 1879 heiratete ihre Mutter Karoline Christiane Henriette Daatz den Müllermeister Karl Friedrich Mathias Grählert aus Zingst und Martha nahm dessen Namen Grählert an. Ihre Kindheit und Jugend verbrachte sie in Zingst in der Lindenstraße 7.
Danach besuchte sie das Franzburger Lehrerseminar und arbeitete anschließend als Hauslehrerin. Sie begann schon früh, Verse zu schreiben. 1898 zog sie nach Berlin. Sie begann als Redakteurin des „Deutschen Familienblattes“ zu arbeiten und heiratete 1904 Max Müller, einen Agrarwissenschaftler. Im fremden Berlin schrieb sie ihr Gedicht von den Ostseewellen in vorpommerschem Platt, mit dem Titel „Mine Heimat“, welches 1907 im Band „Schelmenstücke“ veröffentlicht wurde.
1911 ging sie mit ihrem Mann, der eine Gastprofessur in Sapporo angenommen hatte, nach Japan. Nach Ausbruch des Ersten Weltkrieges kehrten sie nach langer, beschwerlicher Reise 1914 nach Deutschland zurück. Hier zerbrach die Ehe (die offizielle Scheidung erfolgte 1928) und Martha Müller-Grählert geriet daraufhin in wirtschaftliche Not. Sie versuchte, mit Vortragsreisen und Leseabenden ihre Einkünfte aufzubessern. 1920 erschien „Mudder Möllersch’ Reis na Berlin“. 1924 zog sie wieder nach Zingst und versuchte auch hier, mit Gedichten in Zeitungen und Vortragsabenden ein Auskommen zu finden, was dauerhaft nicht realisierbar war.

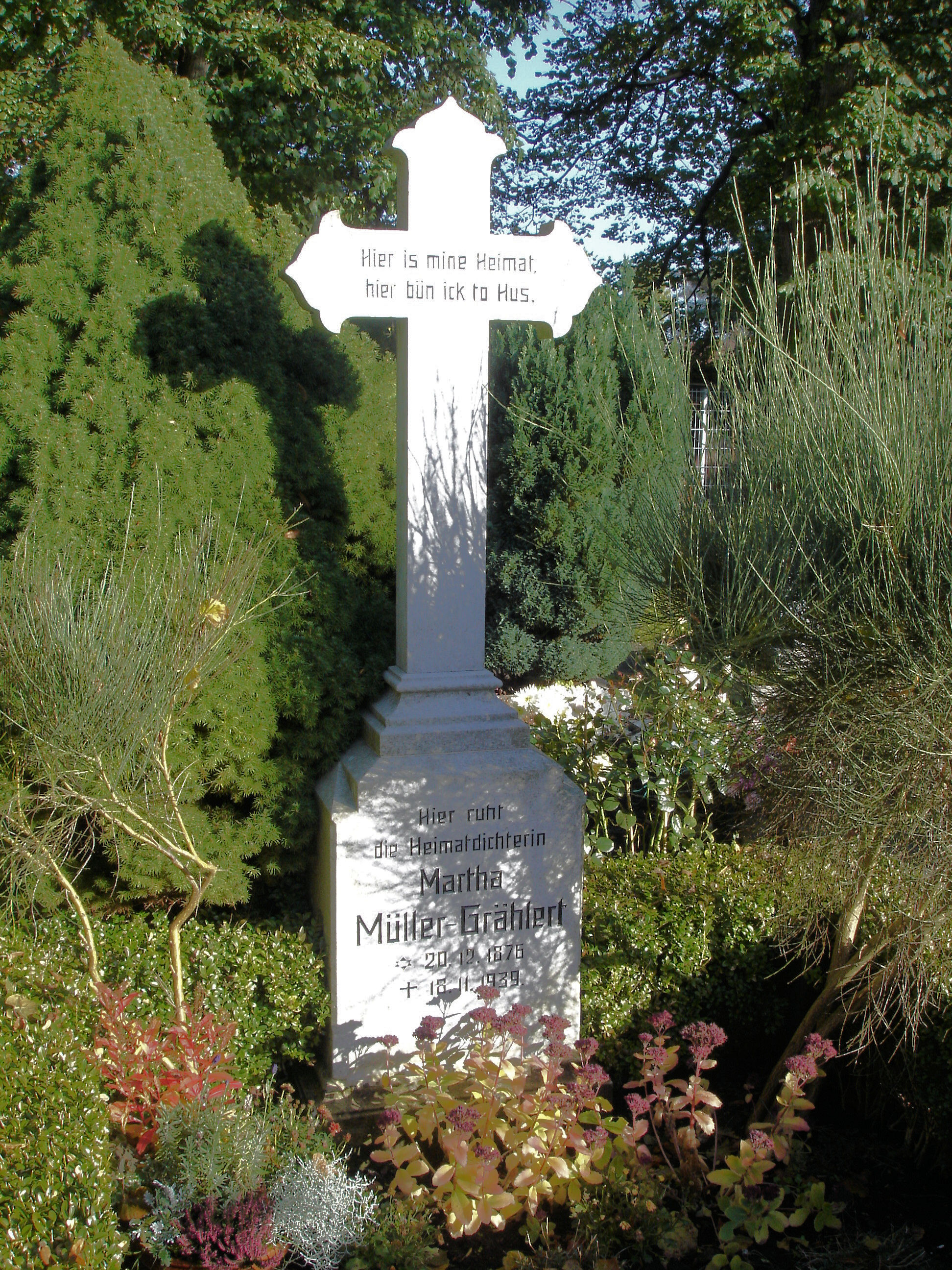
Grab auf dem Zingster Friedhof

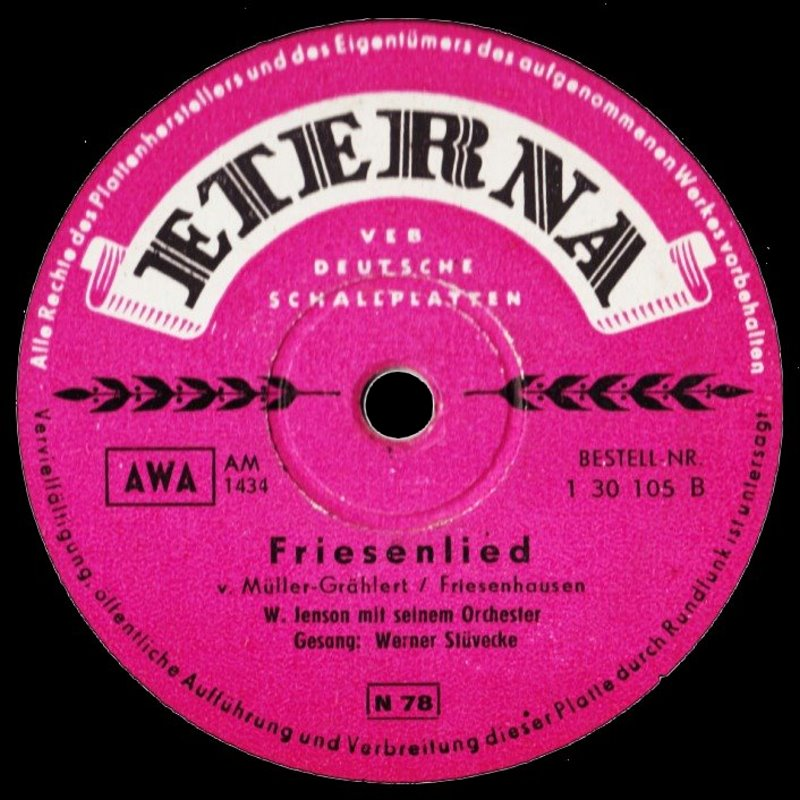
Friesenlied 1952 mit dem Orchester Walter Jenson

Inzwischen hatte ihr Gedicht „Mine Heimat“ eine große Bekanntheit erlangt: Ein wandernder Glasergeselle aus Flensburg trug den Zeitungsausschnitt aus den damals bekannten „Meggendorfer Blättern“ mit dem Gedicht bis nach Zürich und so gelangte es zum damaligen Dirigenten des dortigen Arbeiter-Männergesangvereins, Simon Krannig. Dieser vertonte das Gedicht (1908/10) und das Lied verbreitete sich schnell. Friedrich Fischer-Friesenhausen veränderte den Text entsprechend und publizierte das Lied als Nordseewellenlied (Friesenlied).
Martha Müller-Grählert lebte in den folgenden Jahren in wirtschaftlicher Not. Es gelang ihr trotz eines langwierigen, kräftezehrenden Prozesses nicht, ihre Urheberrechte für das Ostseewellenlied und seine Umdichtungen geltend zu machen und Tantiemen zu bekommen.
1925 schrieb sie den Band I von „Sünnenkringel“ mit einer leicht veränderten Fassung von „Mine Heimat“, Band II folgte 1931. Einige Gedichte erschienen im Barther Tageblatt des Rigaer Stadthauptes und Verlegers Julius Dahlfeld; das Gesamtgeschäft führte sein Sohn Adolf. In diesem Verlag erschienen insgesamt drei Bücher der Werke Martha Müller-Grählerts.
1936 wurden ihr und dem Komponisten Krannig endlich die Urheberrechte zugestanden, für die Dichterin zu spät, um auch materiell davon zu profitieren. Ehe die Regelungen des Urteils rechtskräftig wurden, starb Martha Müller-Grählert am 18. November 1939 fast erblindet, arm und einsam im Altersheim Franzburg bei Stralsund. Ihr Grab befindet sich auf dem Friedhof in Zingst mit der Inschrift: „Hier is mine Heimat, hier bün ick to Hus“.

## Werke
- Schelmenstücke. Berlin 1907
- Mudder Möllersch' Reis na Berlin. Barth 1920
- Sünnenkringel. Band 1, Königsberg 1925
- Sünnenkringel. Band 2, Königsberg 1931
- Gesammelte Werke. 10 Hefte hg. v. Adolf Dahlfeld Erben, Barth 2008–2013

## Ehrungen
Im Jahre 2006 wurde in Zingst ein Martha-Müller-Grählert-Park angelegt. Hier findet ihr zu Ehren seit Ende der 90er Jahre jährlich das "Treffen der Shantychöre" statt. Die Regionale Schule mit Grundschule in Franzburg, wo Martha Müller-Grählert das Lehrerseminar besuchte und ihren Lebensabend verbrachte, trägt ihr zu Ehren ihren Namen und bewahrt ihr Andenken.
Das Leben und Wirken von Martha Müller-Grählert wird in folgenden Museen thematisiert:
- Museum und Museumshof Zingst[5]
- Museum in der Alten Druckerei in Barth[6]